# Publio Trebonio
Publio Trebonio (in latino: Publius Trebonius; 11 circa – dopo il 53) è stato un magistrato e senatore romano, console dell'Impero romano.

## Biografia
Appartenente alla gens Trebonia, che pure aveva prodotto un console nella figura di Gaio Trebonio nel 45 a.C., Trebonio non può essere messo con sicurezza in relazione né con il console suffetto del 45 a.C. né con Appio Annio Trebonio Gallo, console ordinario del 108, forse entrambi di origine etrusca. La gens Trebonia è ben attestata in Etruria, in particolare nella zona di Clusium, ma ciò potrebbe non bastare a determinare come etrusca l'origine di Trebonio.
In ogni caso, la figura di Trebonio è emersa solo di recente, e la sua unica carica attestata lo vede al vertice dello stato romano: egli fu infatti console suffetto per i mesi da settembre a dicembre del 53 insieme prima a Quinto Cecina Primo (fino a ottobre) e poi a Publio Calvisio Rusone.
Dopo il suo consolato, Trebonio scompare dalla storia; è stato però proposto che una sua figlia abbia sposato Appio Annio Gallo, console suffetto del 67, e generato il console del 108, ma la questione rimane assai incerta, soprattutto considerando le distanze cronologiche, sebbene sia considerato possibile che tra i discendenti di Trebonio vi sia effettivamente il console del 108.